# Prosthiostomum siphunculus
Prosthiostomum siphunculus är en plattmaskart som först beskrevs av Delle Chiaje 1828.  Prosthiostomum siphunculus ingår i släktet Prosthiostomum och familjen Prosthiostomidae. Inga underarter finns listade i Catalogue of Life.